# Militarismus

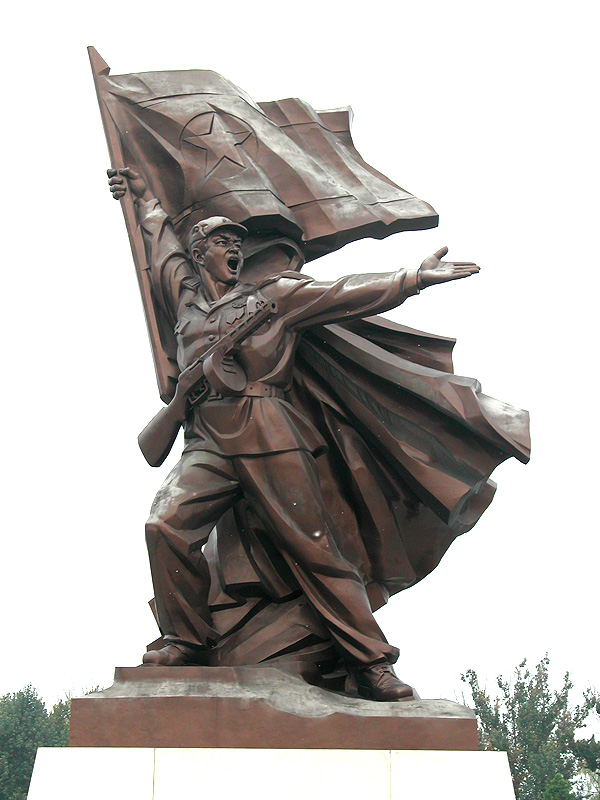
Pomník vítězství v Severní Koreji

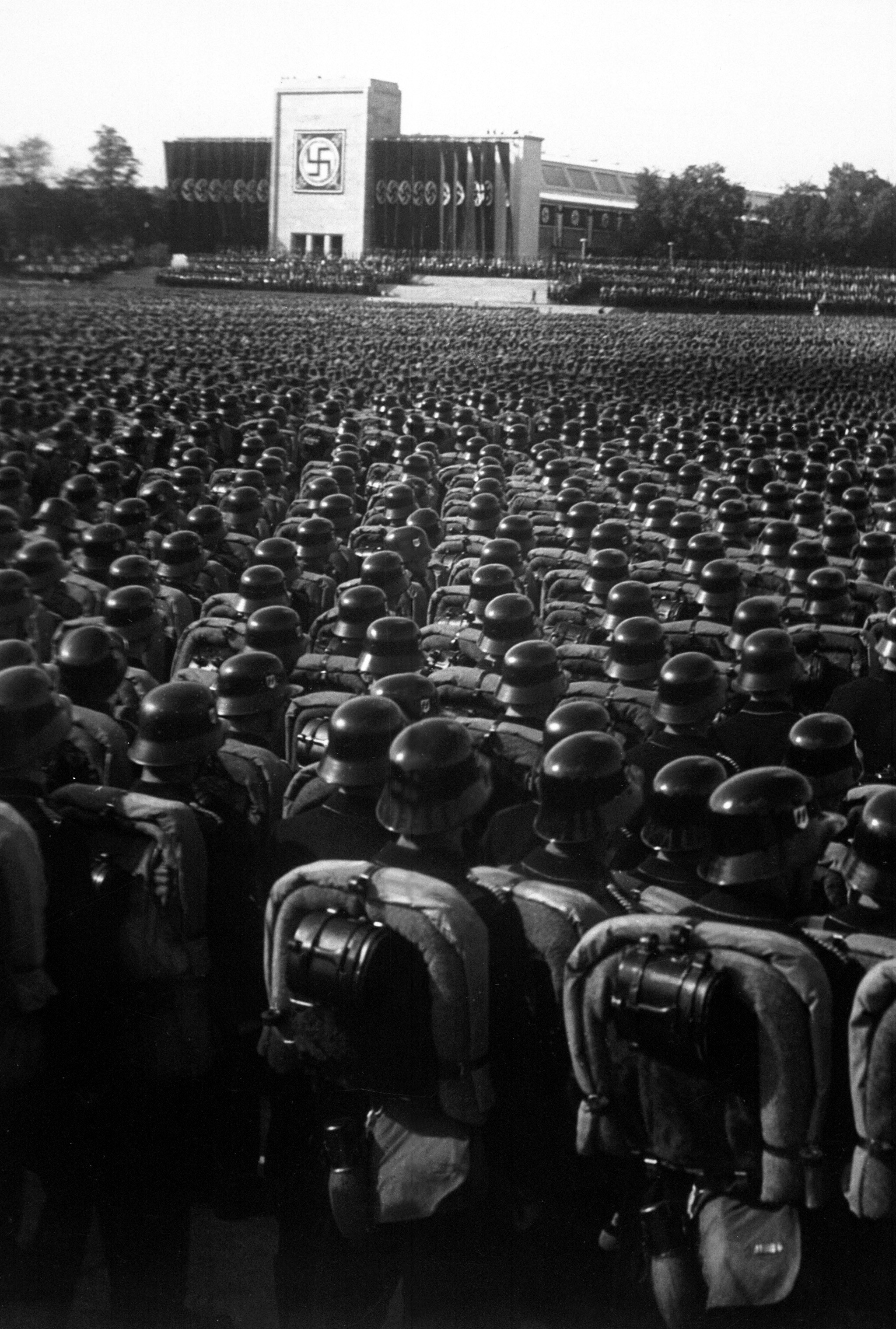
Jednotky SA a SS na Reichsparteitagu 1935

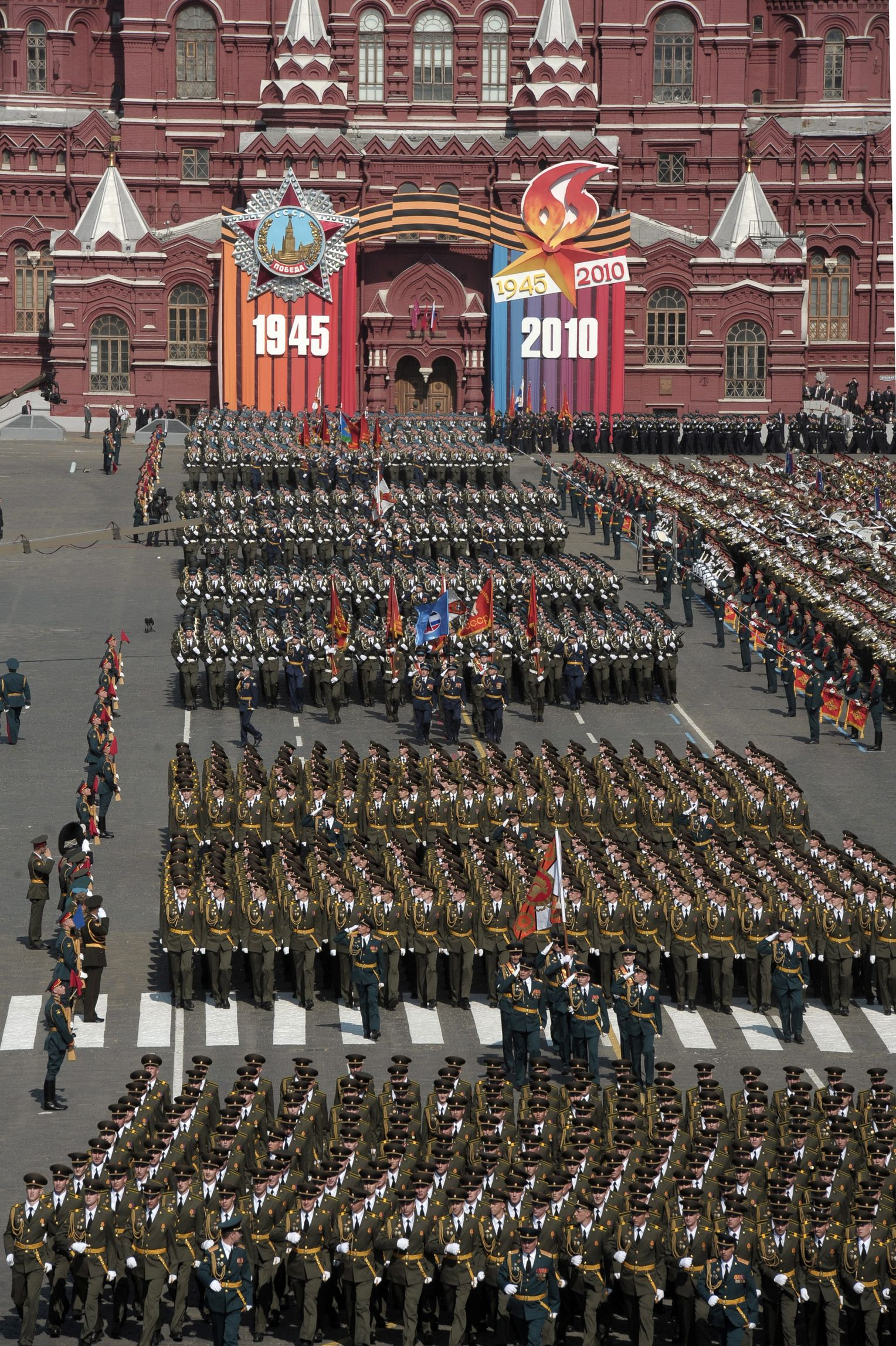
Vojenská přehlídka v Moskvě

Militarismus (z lat. militaris, vojenský) je takové pojetí a praxe politiky, v němž stojí na předním místě vojenská síla a armáda.
Ve vnitřní politice se projevuje vysokými výdaji na armádu a zbrojení, zdůrazňováním významu armády, vyzvedáním její prestiže, masovými přehlídkami, účastí vysokých důstojníků v politice, a zejména válečnickou rétorikou vedoucích představitelů státu. V zahraniční politice znamená tendenci k násilnému řešení sporů, případně i expanzivní a dobyvačnou politiku.

## Historie
Vojenská síla byla v historii nutnou výbavou států, zejména v hustě osídlených a hospodářsky významných oblastech světa. Vyšší vrstvy starých společností se samozřejmě věnovaly boji a válečnictví. Podle „trojfunkční“ teorie G. Dumézila tvořili válečníci „druhý lid“ vedle kněží a rolníků. Přesto se různé kultury lišily mírou své dobyvačnosti a významem armád v jejich politice.
Pojem militarismu se objevuje až v polovině 19. století, kdy se v politice zejména západních zemí začínají více uplatňovat hlediska a cíle hospodářské, sociální nebo kulturní. V době, kdy vrcholila koloniální expanze evropských zemí, si tyto země začaly vzájemně vytýkat „militarismus“. Počátkem 20. století hrála armáda velikou roli zejména v politice Německa, kde vyvrcholila politikou nacismu. Silně militaristické byly i fašistické státy a po počátečním období revoluce i Stalinův Sovětský svaz.
V současné době lze rozlišit na jedné straně hlavní velmoci, které věnují velké prostředky na budování armád pro použití v mezinárodní politice, a na druhé straně spíše chudší země, kde je armáda hlavním nástrojem vnitřní politické moci diktátorů.